# Fido (nome)
Fido  è un nome proprio di persona italiano maschile.

## Varianti
- Maschili: Fidaldo[1], Fidalmo[1], Fidardo[1], Fidalino[1]
- Femminili: Fida[1], Fiducia[2], Fidalda[1], Fidalma[1], Fidarda[1], Fidalina[1]

## Origine e diffusione
Deriva dall'aggettivo latino fidus ("fido", "fidato"), e rappresenta quindi un nome di stampo augurale e gratulatorio, utilizzato soprattutto in ambiti cristiani. Il suo uso è crollato per via del fatto che è diventato un nome tipico per i cani.
Dalla forma base "Fido" si sono originate molte varianti attraverso processi diversi, come Fidaldo, Fidalmo, Fidardo e Fidalino.

## Onomastico
In quanto nome adespota, ossia privo di santo patrono, l'onomastico può essere eventualmente festeggiato il 1º novembre, giorno di Ognissanti.

## Persone

### Variante Fidalma
- Ida Fidalma Angela Maranca, vero nome di Marcella Albani, attrice e produttrice cinematografica italiana

## Curiosità
- Fido è anche uno dei nomi con cui è conosciuto il virus informatico Conficker.